# Mortes em 2005
Esta é uma relação de pessoas notáveis que morreram durante o ano de 2005, listando nome, nacionalidade, ocupação e ano de nascimento.

## Janeiro

Victoria de Los Angeles, soprano espanhola.

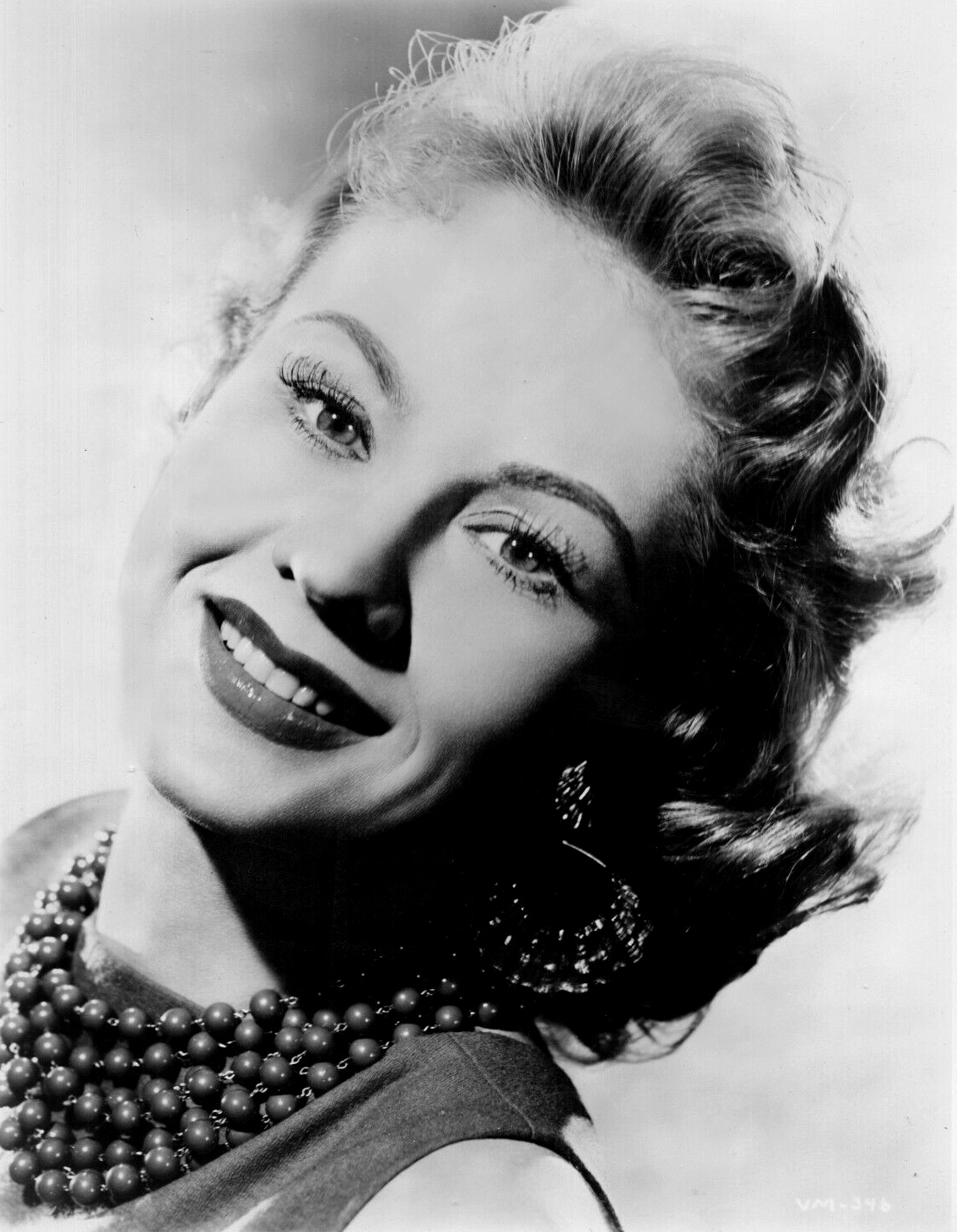
Virginia Mayo, atriz norte-americana.

| Dia | Nome                    | Profissão ou motivo de reconhecimento | Nacionalidade  | Ano de nasc. | Ref    |
| --- | ----------------------- | ------------------------------------- | -------------- | ------------ | ------ |
| 1   | Eugene J. Martin        | Pintor                                | Estados Unidos | 1938         |        |
| 1   | Rose Rondelli           | Atriz e vedete                        | Brasil         | 1934         | [ 1 ]  |
| 1   | Shirley Chisholm        | Política, escritora e professora      | Estados Unidos | 1924         |        |
| 1   | Dmitry Nelyubin         | Ciclista                              | Rússia         | 1971         | [ 2 ]  |
| 3   | Will Eisner             | Cartunista                            | Estados Unidos | 1917         | [ 3 ]  |
| 5   | Martín Acosta y Lara    | Basquetebolista                       | Uruguai        | 1925         | [ 4 ]  |
| 10  | Jan Pieter Schotte      | Cardeal                               | Bélgica        | 1928         | [ 5 ]  |
| 11  | Jimmy Griffin           | Músico                                | Estados Unidos | 1943         |        |
| 11  | Fabrizio Meoni          | Motociclista                          | Itália         | 1958         | [ 6 ]  |
| 12  | Amrish Puri             | Ator                                  | Índia          | 1932         | [ 7 ]  |
| 15  | Victoria de Los Angeles | Soprano                               | Espanha        | 1923         | [ 8 ]  |
| 17  | Bezerra da Silva        | Cantor                                | Brasil         | 1927         | [ 9 ]  |
| 17  | Zhao Ziyang             | Político                              | China          | 1919         | [ 10 ] |
| 17  | Virginia Mayo           | Atriz                                 | Estados Unidos | 1920         | [ 11 ] |
| 18  | Lamont Bentley          | Ator                                  | Estados Unidos | 1973         |        |
| 22  | Consuelo Velázquez      | Compositora                           | México         | 1916         | [ 12 ] |
| 23  | Johnny Carson           | Humorista                             | Estados Unidos | 1925         |        |
| 25  | Philip Johnson          | Arquiteto                             | Estados Unidos | 1906         | [ 13 ] |
| 28  | Jim Capaldi             | Músico                                | Inglaterra     | 1944         | [ 14 ] |

## Fevereiro

Dorothy Stang, missionária católica e ativista.

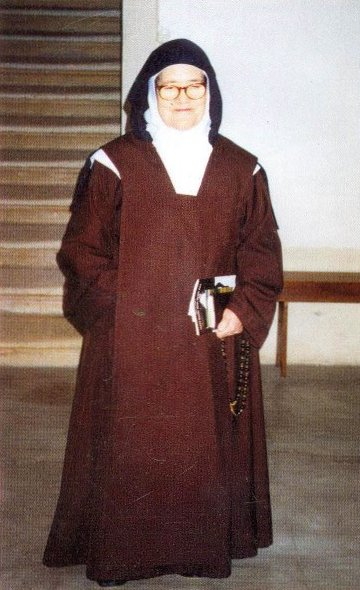
Irmã Lúcia, religiosa portuguesa.

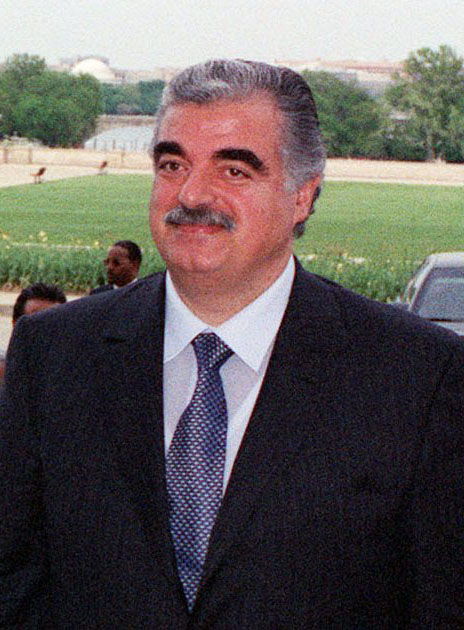
Rafik Hariri, político libanês.

| Dia | Nome                      | Profissão ou motivo de reconhecimento | Nacionalidade          | Ano de nasc. | Ref    |
| --- | ------------------------- | ------------------------------------- | ---------------------- | ------------ | ------ |
| 1   | Henrique Canto e Castro   | Ator                                  | Portugal               | 1930         | [ 15 ] |
| 2   | Max Schmelling            | Pugilista                             | Alemanha               | 1905         | [ 16 ] |
| 3   | Zurab Zhvania             | Político                              | Geórgia                | 1963         | [ 17 ] |
| 3   | Adriano Cerqueira         | Jornalista                            | Portugal               | 1942         |        |
| 4   | Ossie Davis               | Ator                                  | Estados Unidos         | 1917         |        |
| 5   | Gnassingbé Eyadéma        | Político                              | Togo                   | 1937         | [ 18 ] |
| 6   | Elbert N. Carvel          | Político                              | Estados Unidos         | 1910         |        |
| 10  | Arthur Miller             | Escritor                              | Estados Unidos         | 1915         | [ 19 ] |
| 12  | Dorothy Stang             | Religiosa                             | Estados Unidos/ Brasil | 1931         | [ 20 ] |
| 12  | Rafael Vidal              | Nadador                               | Venezuela              | 1964         | [ 21 ] |
| 13  | Lúcia de Jesus dos Santos | Religiosa                             | Portugal               | 1907         |        |
| 13  | Maurice Trintignant       | Automobilista                         | França                 | 1917         | [ 22 ] |
| 14  | Rafik Hariri              | Político                              | Líbano                 | 1944         | [ 23 ] |
| 20  | Hunter S. Thompson        | Escritor                              | Estados Unidos         | 1937         |        |
| 25  | Pappo                     | Músico                                | Argentina              | 1949         | [ 24 ] |
| 28  | Antônio Carlos Pires      | Ator                                  | Brasil                 | 1927         | [ 25 ] |

## Março
| Dia | Nome                       | Profissão ou motivo de reconhecimento | Nacionalidade  | Ano de nasc. | Ref    |
| --- | -------------------------- | ------------------------------------- | -------------- | ------------ | ------ |
| 3   | Rinus Michels              | Treinador de futebol                  | Países Baixos  | 1928         | [ 26 ] |
| 6   | Hans Bethe                 | Físico                                | Alemanha       | 1906         |        |
| 8   | César Lattes               | Físico                                | Brasil         | 1924         | [ 27 ] |
| 10  | Zilka Salaberry            | Atriz                                 | Brasil         | 1917         | [ 28 ] |
| 13  | Lyn Collins                | Cantora                               | Estados Unidos | 1948         |        |
| 19  | John DeLorean              | Engenheiro automobilístico            | Estados Unidos | 1925         | [ 29 ] |
| 21  | Alice Soares               | Pintora e desenhista                  | Brasil         | 1917         |        |
| 22  | Clemente Domínguez y Gómez | Antipapa                              | Espanha        | 1946         |        |
| 26  | James Callaghan            | Político                              | Inglaterra     | 1912         |        |
| 26  | Paul Hester                | Músico                                | Austrália      | 1959         | [ 30 ] |
| 29  | Mitch Hedberg              | Comediante                            | Estados Unidos | 1968         |        |
| 31  | Terri Schiavo              | Morta por eutanásia                   | Estados Unidos | 1963         | [ 31 ] |

## Abril

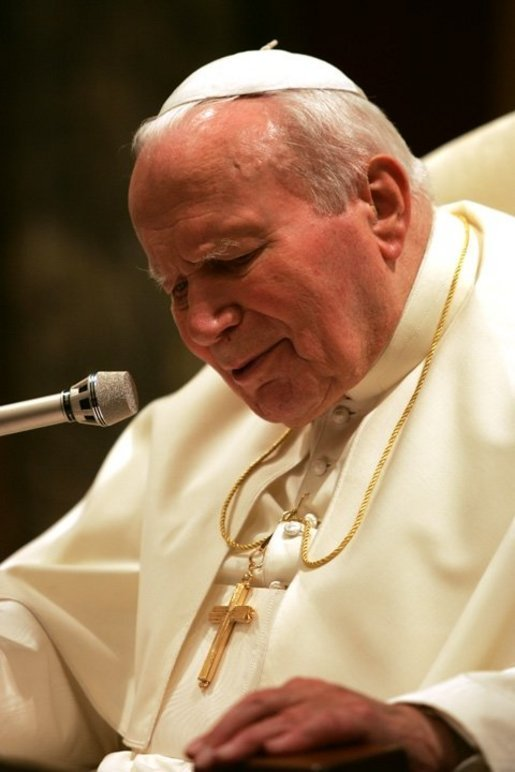
Papa João Paulo II.

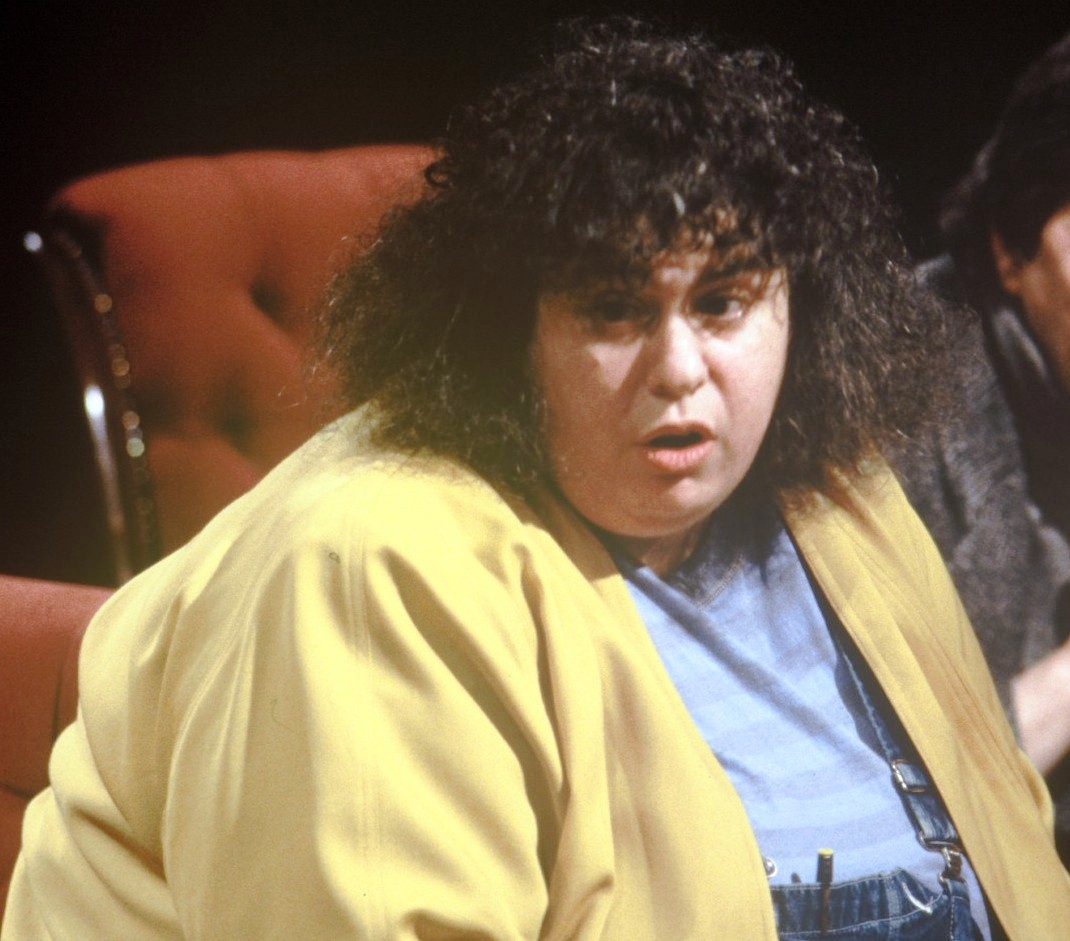
Andrea Dworkin, escritora estadunidense.

| Dia | Nome               | Profissão ou motivo de reconhecimento | Nacionalidade                  | Ano de nasc. | Ref    |
| --- | ------------------ | ------------------------------------- | ------------------------------ | ------------ | ------ |
| 2   | João Paulo II      | Papa                                  | Polónia/ Vaticano              | 1920         | [ 32 ] |
| 3   | Régis Cardoso      | Diretor de televisão                  | Brasil                         | 1934         | [ 33 ] |
| 4   | Laerte Morrone     | Ator                                  | Brasil                         | 1934         | [ 34 ] |
| 5   | Saul Bellow        | Escritor                              | Canadá                         | 1935         |        |
| 6   | Rainier III        | Príncipe                              | Mónaco                         | 1923         | [ 35 ] |
| 7   | Cliff Allison      | Automobilista                         | Inglaterra                     | 1932         |        |
| 9   | Andrea Dworkin     | Escritora e ativista                  | Estados Unidos                 | 1946         |        |
| 11  | Lucien Laurent     | Futebolista                           | França                         | 1907         | [ 36 ] |
| 24  | Ezer Weizman       | Político                              | Mandato Britânico da Palestina | 1924         |        |
| 26  | Augusto Roa Bastos | Escritor                              | Paraguai                       | 1917         | [ 37 ] |

## Maio
| Dia | Nome                    | Profissão ou motivo de reconhecimento | Nacionalidade  | Ano de nasc. | Ref    |
| --- | ----------------------- | ------------------------------------- | -------------- | ------------ | ------ |
| 6   | Jorge Perestrelo        | Jornalista                            | Angola         | 1948         | [ 38 ] |
| 7   | Otilino Tenorio         | Futebolista                           | Equador        | 1980         | [ 39 ] |
| 12  | Eddie Barclay           | Produtor musical                      | França         | 1921         | [ 40 ] |
| 17  | Frank Gorshin           | Ator                                  | Estados Unidos | 1933         |        |
| 18  | Whayne Wilson           | Futebolista                           | Costa Rica     | 1975         | [ 41 ] |
| 19  | Henry Corden            | Ator, dublador e cantor               | Estados Unidos | 1920         | [ 42 ] |
| 20  | Paul Ricoeur            | Filósofo                              | França         | 1913         | [ 43 ] |
| 25  | Luís Delfino            | Ator                                  | Brasil         | 1921         |        |
| 26  | Eddie Albert            | Ator                                  | Estados Unidos | 1906         |        |
| 26  | Sangoulé Lamizana       | Político e militar                    | Burquina Fasso | 1906         |        |
| 26  | Krzysztof Nowak         | Futebolista                           | Polónia        | 1975         | [ 44 ] |
| 30  | Eduardo Teixeira Coelho | Ilustrador e desenhista               | Portugal       | 1919         | [ 45 ] |

## Junho

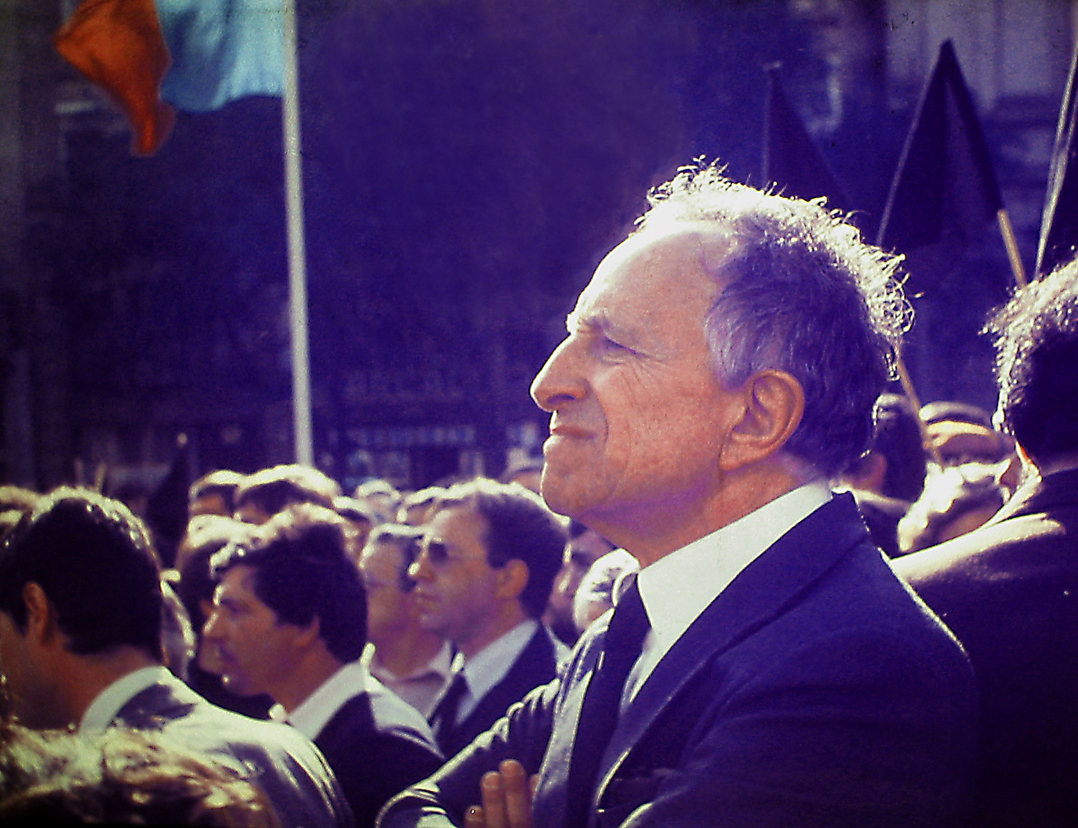
Vasco Gonçalves, político português.

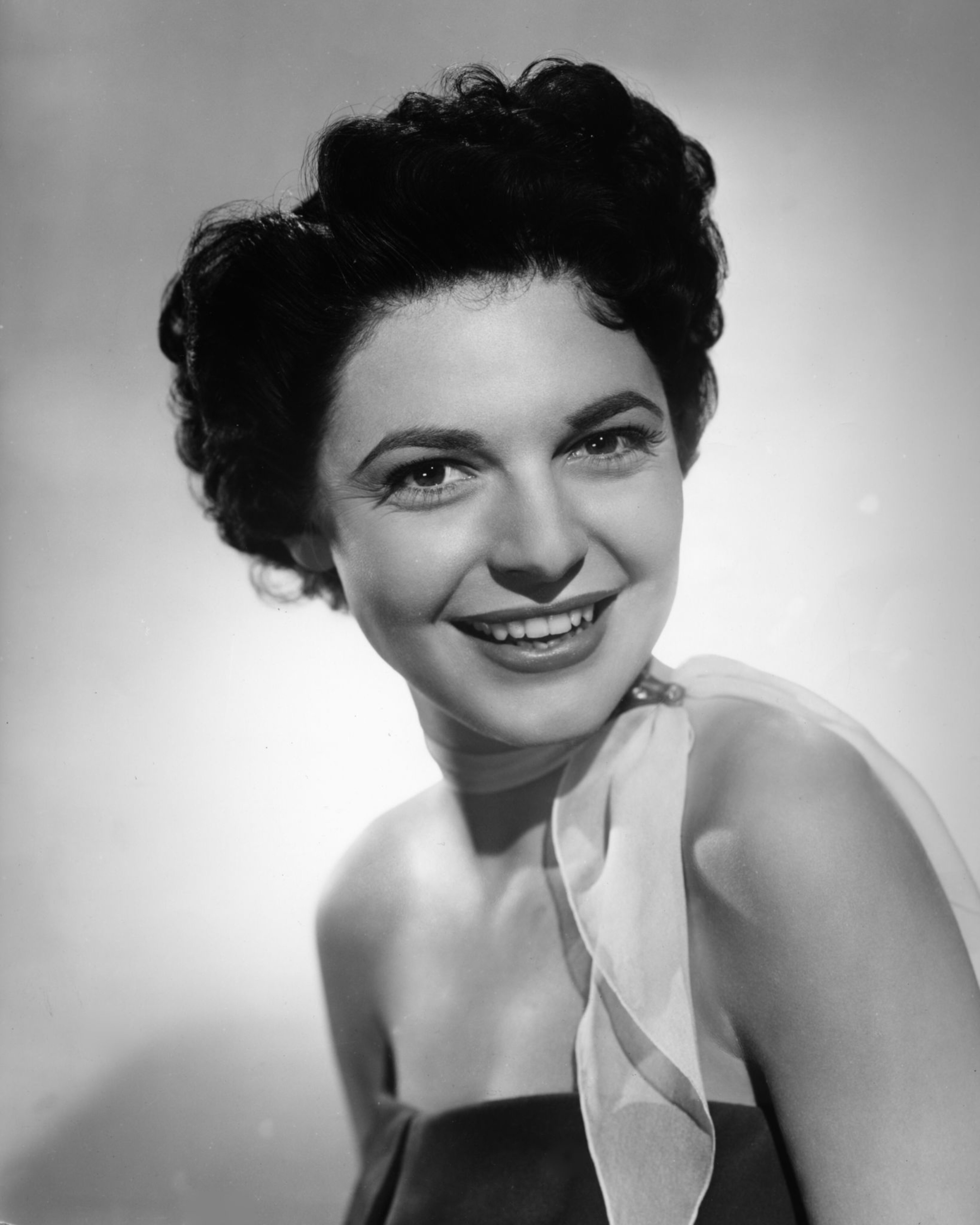
Anne Bancroft, atriz americana.

| Dia | Nome               | Profissão ou motivo de reconhecimento | Nacionalidade  | Ano de nasc. | Ref    |
| --- | ------------------ | ------------------------------------- | -------------- | ------------ | ------ |
| 4   | Chloe Jones        | Atriz                                 | Estados Unidos | 1975         |        |
| 6   | Anne Bancroft      | Atriz                                 | Estados Unidos | 1931         | [ 46 ] |
| 10  | Servílio           | Futebolista                           | Brasil         | 1939         | [ 47 ] |
| 11  | Vasco Gonçalves    | Político                              | Portugal       | 1921         |        |
| 13  | Álvaro Cunhal      | Político                              | Portugal       | 1913         | [ 48 ] |
| 13  | Eugénio de Andrade | Escritor                              | Portugal       | 1923         | [ 49 ] |
| 16  | Corino de Andrade  | Médico                                | Portugal       | 1906         | [ 50 ] |
| 20  | Jack Kilby         | Físico                                | Estados Unidos | 1920         | [ 51 ] |
| 25  | Prêntice           | Cantor e compositor                   | Brasil         | 1956         |        |
| 29  | Emídio Guerreiro   | Professor e político                  | Portugal       | 1899         | [ 52 ] |

## Julho

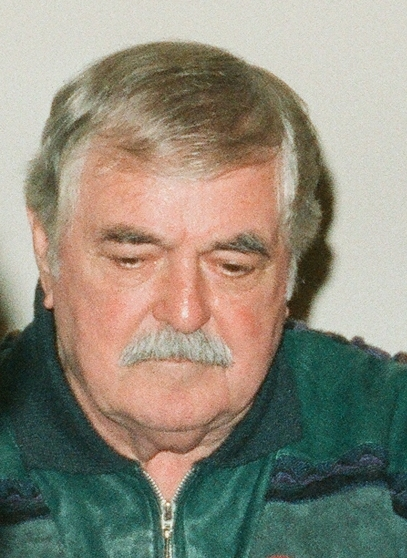
James Doohan, ator canadense.

| Dia | Nome                      | Profissão ou motivo de reconhecimento | Nacionalidade    | Ano de nasc. | Ref    |
| --- | ------------------------- | ------------------------------------- | ---------------- | ------------ | ------ |
| 1   | Luther Vandross           | Cantor e compositor                   | Estados Unidos   | 1951         | [ 53 ] |
| 18  | Franz Weissman            | Escultor                              | Brasil           | 1911         |        |
| 20  | James Doohan              | Ator                                  | Canadá           | 1920         | [ 54 ] |
| 24  | Francis Ona               | Líder separatista                     | Papua-Nova Guiné | 1953         | [ 55 ] |
| 25  | Maria do Couto Maia-Lopes | Supercentenária                       | Portugal         | 1890         |        |
| 26  | Camila de Castro          | Atriz                                 | Brasil           | 1979         | [ 56 ] |
| 26  | Mario David               | Futebolista                           | Itália           | 1934         |        |
| 27  | Dom Um Romão              | Músico                                | Brasil           | 1925         | [ 57 ] |

## Agosto

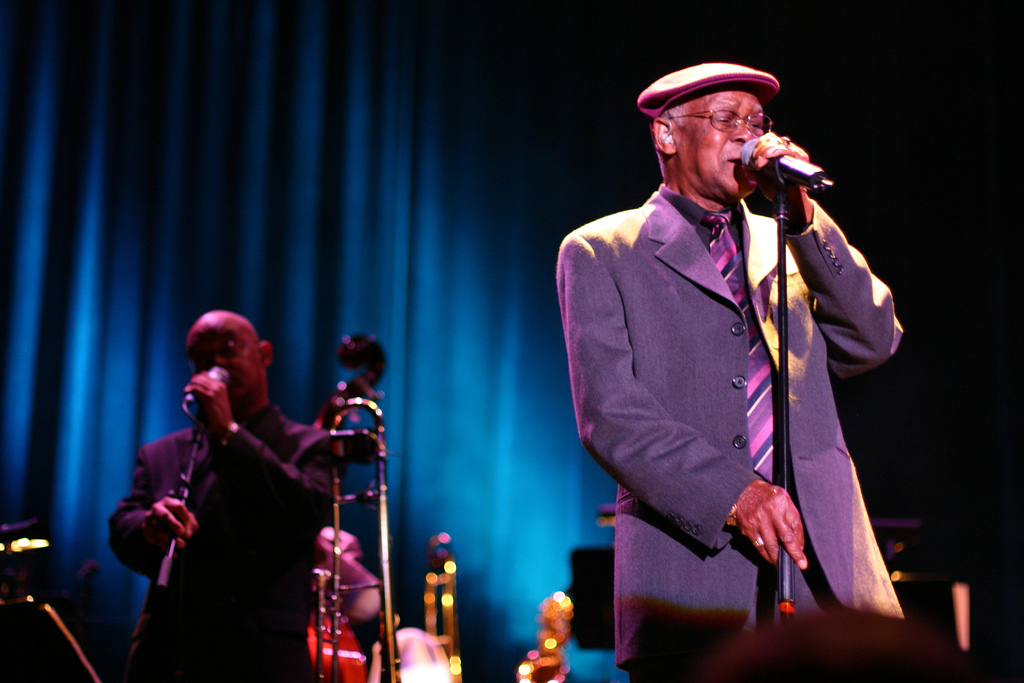
Ibrahim Ferrer, músico cubano.

| Dia | Nome                     | Profissão ou motivo de reconhecimento | Nacionalidade  | Ano de nasc. | Ref    |
| --- | ------------------------ | ------------------------------------- | -------------- | ------------ | ------ |
| 2   | Ivo Antônio Calliari     | Religioso                             | Brasil         | 1918         | [ 58 ] |
| 6   | Ibrahim Ferrer           | Músico                                | Cuba           | 1927         | [ 59 ] |
| 7   | Peter Jennings           | Jornalista                            | Canadá         | 1938         | [ 60 ] |
| 13  | Francisco Milani         | Ator e político                       | Brasil         | 1936         | [ 61 ] |
| 13  | Miguel Arraes            | Político                              | Brasil         | 1916         | [ 62 ] |
| 16  | Cláudio Correia e Castro | Ator                                  | Brasil         | 1928         | [ 63 ] |
| 21  | Robert Moog              | Músico e engenheiro                   | Estados Unidos | 1934         | [ 64 ] |
| 23  | Brock Peters             | Ator                                  | Estados Unidos | 1927         | [ 65 ] |

## Setembro
| Dia | Nome                     | Profissão ou motivo de reconhecimento | Nacionalidade  | Ano de nasc. | Ref    |
| --- | ------------------------ | ------------------------------------- | -------------- | ------------ | ------ |
| 3   | Fernando Távora          | Arquiteto                             | Portugal       | 1923         | [ 66 ] |
| 7   | Sergio Endrigo           | Músico                                | Itália         | 1933         | [ 67 ] |
| 8   | Hans Keiter              | Handebolista                          | Alemanha       | 1910         |        |
| 9   | Tarzan Taborda           | Wrestler                              | Portugal       | 1927         | [ 68 ] |
| 10  | Hermann Bondi            | Cosmólogo                             | Áustria        | 1919         |        |
| 13  | Julio César Turbay Ayala | Presidente                            | Colômbia       | 1916         | [ 69 ] |
| 14  | Robert Wise              | Diretor e produtor                    | Estados Unidos | 1914         | [ 70 ] |
| 20  | Simon Wiesenthal         | Arquiteto                             | Áustria        | 1908         | [ 71 ] |
| 23  | Apolônio de Carvalho     | Militar                               | Brasil         | 1912         | [ 72 ] |
| 25  | Don Adams                | Ator                                  | Estados Unidos | 1923         | [ 73 ] |
| 27  | Ronald Golias            | Ator e comediante                     | Brasil         | 1929         | [ 74 ] |
| 29  | Sergio Corrêa da Costa   | Historiador                           | Brasil         | 1919         | [ 75 ] |

## Outubro

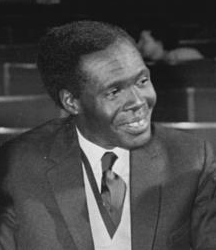
Milton Obote, presidente de Uganda.

| Dia | Nome                      | Profissão ou motivo de reconhecimento | Nacionalidade  | Ano de nasc. | Ref    |
| --- | ------------------------- | ------------------------------------- | -------------- | ------------ | ------ |
| 3   | Emilinha Borba            | Cantora                               | Brasil         | 1923         | [ 76 ] |
| 4   | Mike Gibbins              | Músico                                | País de Gales  | 1949         |        |
| 8   | Fernando Bonini           | Cartunista                            | Brasil         | 1955         | [ 77 ] |
| 9   | Clóvis Bornay             | Museólogo e carnavalesco              | Brasil         | 1916         | [ 78 ] |
| 10  | Milton Obote              | Ex-presidente                         | Uganda         | 1925         | [ 79 ] |
| 15  | Jody Dobrowski            | Gerente assistente de bar assassinado | Inglaterra     | 1981         |        |
| 18  | Johnny Haynes             | Futebolista                           | Inglaterra     | 1934         |        |
| 19  | Luis Adolfo Siles Salinas | Político                              | Bolívia        | 1925         | [ 80 ] |
| 22  | Arman                     | Escultor                              | França         | 1928         | [ 81 ] |
| 24  | Rosa Parks                | Ativista                              | Estados Unidos | 1913         | [ 82 ] |
| 28  | Fernando Quejas           | Cantor e compositor                   | Cabo Verde     | 1922         |        |

## Novembro

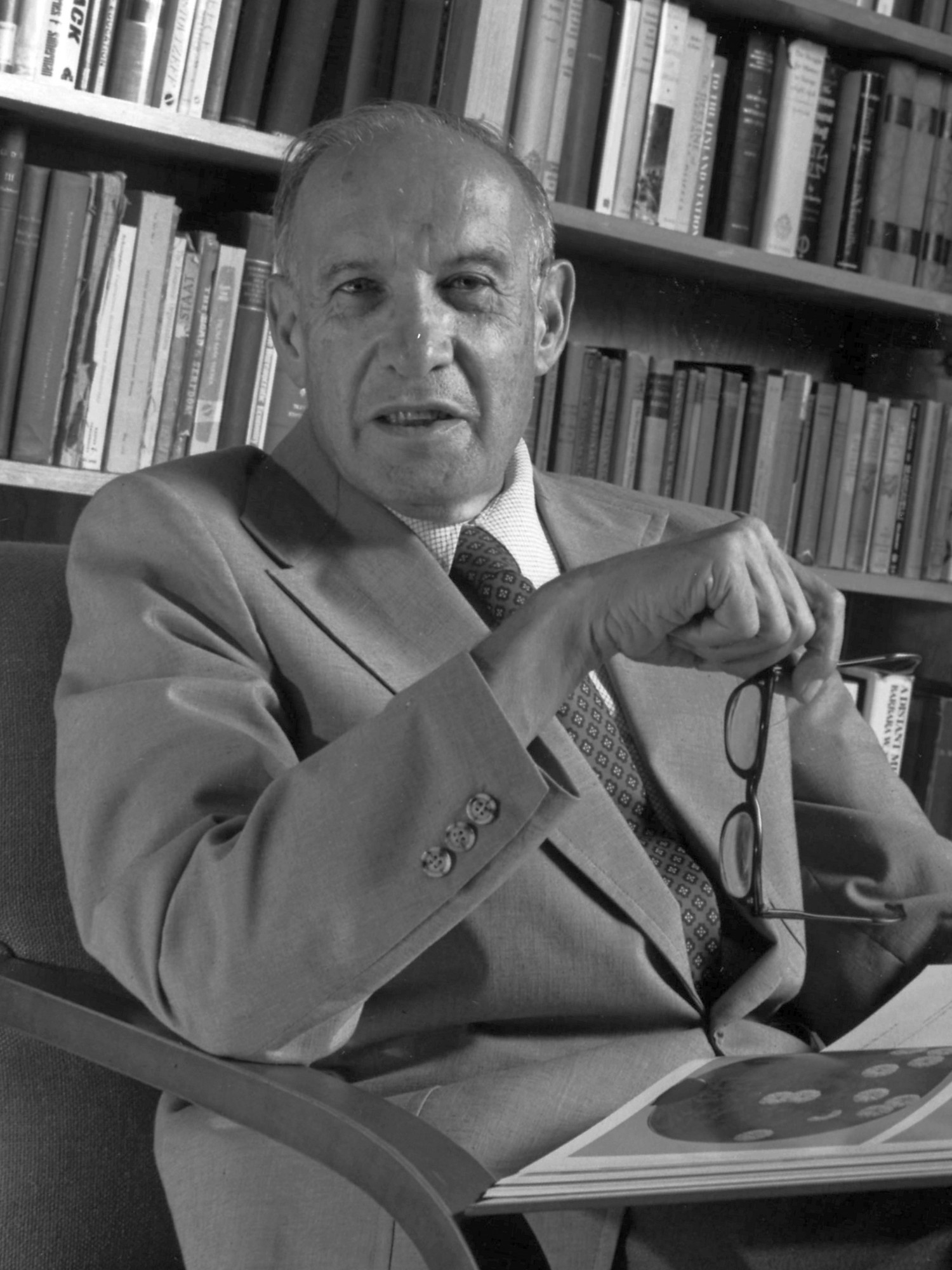
Peter Drucker, filósofo e economista austríaco.

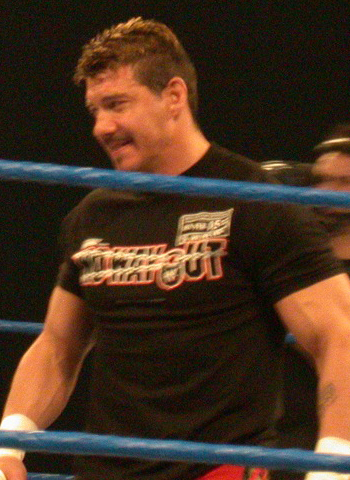
Eddie Guerrero, lutador americano.

| Dia | Nome                                 | Profissão ou motivo de reconhecimento | Nacionalidade    | Ano de nasc. | Ref    |
| --- | ------------------------------------ | ------------------------------------- | ---------------- | ------------ | ------ |
| 5   | Link Wray                            | Compositor e guitarrista              | Estados Unidos   | 1929         | [ 83 ] |
| 6   | Minako Honda                         | Cantora                               | Japão            | 1967         | [ 84 ] |
| 10  | Fernando Bujones                     | Bailarino                             | Estados Unidos   | 1955         | [ 85 ] |
| 10  | Steve Courson                        | Jogador de futebol americano          | Estados Unidos   | 1955         |        |
| 11  | Peter Drucker                        | Filósofo e economista                 | Áustria          | 1905         | [ 86 ] |
| 13  | Eddie Guerrero                       | Wrestler                              | Estados Unidos   | 1967         | [ 87 ] |
| 14  | Tereza Margarida do Coração de Maria | Fundadora carmelita                   | Brasil           | 1915         | [ 88 ] |
| 23  | Marco Uchôa                          | Jornalista                            | Brasil           | 1969         | [ 89 ] |
| 23  | Isabel de Castro                     | Atriz                                 | Portugal         | 1931         | [ 90 ] |
| 24  | Pat Morita                           | Ator                                  | Estados Unidos   | 1932         | [ 91 ] |
| 25  | Richard Burns                        | Piloto de ralis                       | Inglaterra       | 1971         | [ 92 ] |
| 25  | George Best                          | Futebolista                           | Irlanda do Norte | 1946         | [ 93 ] |
| 29  | David Di Tommaso                     | Futebolista                           | França           | 1979         | [ 94 ] |

## Dezembro

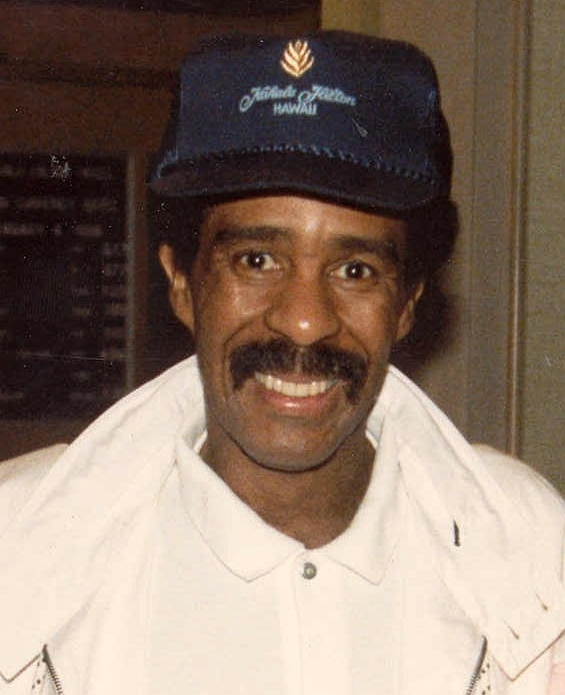
Richard Pryor, ator e humorista estadunidense.

| Dia | Nome                          | Profissão ou motivo de reconhecimento | Nacionalidade  | Ano de nasc. | Ref     |
| --- | ----------------------------- | ------------------------------------- | -------------- | ------------ | ------- |
| 1   | Mário Vilela                  | Dublador                              | Brasil         | 1923         | [ 95 ]  |
| 1   | Jack Colvin                   | Ator                                  | Estados Unidos | 1934         | [ 96 ]  |
| 2   | Wilson Toni                   | Jornalista e político                 | Brasil         | 1953         |         |
| 10  | Richard Pryor                 | Ator e humorista                      | Estados Unidos | 1940         | [ 97 ]  |
| 22  | Jerônimo Vingt-un Rosado Maia | Agrônomo                              | Brasil         | 1920         |         |
| 22  | Aurora Miranda                | Atriz                                 | Brasil         | 1915         | [ 98 ]  |
| 26  | Vincent Schiavelli            | Ator                                  | Estados Unidos | 1948         | [ 99 ]  |
| 27  | Jacinto Figueira Júnior       | Apresentador de televisão             | Brasil         | 1927         | [ 100 ] |
| 30  | Gianni Ratto                  | Cenógrafo                             | Brasil         | 1916         |         |